# Maximilian Neulinger
Maximilian Neulinger OSB (* 2. Mai 1967 in Wels, Oberösterreich) ist ein römisch-katholischer Ordensgeistlicher und 59. Abt des Benediktinerstiftes Lambach.

## Leben
Neulinger erlernte den Beruf eines Getreidemüllers, in dem er auch tätig war. Nach seiner Matura am Aufbaurealgymnasium in Lambach leistete er seinen Präsenzdienst ab und trat 1990 der Ordensgemeinschaft der Benediktiner im Stift Lambach bei. 1991 legte er die zeitliche Profess, 1994 die ewige Profess ab. Er studierte Katholische Theologie und Religionspädagogik. 1996 empfing er die Priesterweihe.
Nach Tätigkeit als Religionslehrer war er Prior des 1056 gegründeten Stifts Lambach und Kaplan in der Stiftspfarre Lambach.
Am 7. Mai 2008 erfolgte die Wahl zum 59. Abt des Benediktinerstiftes Lambach in Oberösterreich; die Amtsübernahme erfolgte am 2. Juni 2008. Die Abtsbenediktion von Maximilian Neulinger erfolgte am 8. Juni in der Stiftskirche Lambach. Im Mai 2020 wurde er für die nächsten 12 Jahre als Abt wiedergewählt.
Als Mitglied von Studentenverbindungen ist er Urphilister der K. Ö. St. V. Traungau Wels im MKV und Ehrenmitglied der A. V. Austria Innsbruck im ÖCV.
Seit 2009 ist er zudem Prior der Komturei Salzkammergut des Ritterordens vom Heiligen Grab zu Jerusalem.